# Ararat an-Naqab
Ararat an-Naqab (en hebreo: ערערה בנגב), (en árabe: عرعرة النقب) es un concejo local del Distrito Meridional de Israel. El pueblo se fundó en 1982 como parte de un proyecto del gobierno israelí para hacer que los beduinos se establecieran en poblaciones permanentes. En el año 2002, la Oficina Central de Estadística de Israel (OCEI) publicó un estudio en que se decía que Ararat an-Naqab era el quinto municipio más pobre de Israel.

## Historia

### Época bíblica
Aroer aparece en la Biblia. El rey David envió regalos después de que recuperara todo lo que los amalecitas habían saqueado a Siclag (Samuel I 30:28). También es la población natal de dos de los soldados del Rei David (David HaMelej): Shamá y Yehiel, ambos hijos de Hotam de Aroer ( I Crónicas 11:44).

### Hallazgos arqueológicos
En 1975 se encontraron algunos restos arqueológicos cerca de la ciudad. Los yacimientos fueron llamados Tel Aroer, se excavaron en dos etapas: del 1976 al 1978 y del 1980 al 1982. En una área de dos hectáreas se  encontraron unos de los restos más importantes de la Edad del Hierro en el Néguev. Los restos datan de los siglos VIII, VII y VI antes de Cristo nuestro Señor, y consisten en recipientes de cerámica, figuras y varias inscripciones en muy buen estado.